# Pepe Viyuela
José Viyuela Castillo (Logronyo, 2 de juny de 1963), més conegut com a Pepe Viyuela, és un actor, pallasso, poeta i humorista riojà. També és el vicepresident de l'ONG Pallassos sense Fronteres.

## Premis i nominacions
| Any  | Premi                                | Categoria                             | Títol | Resultat   |
| ---- | ------------------------------------ | ------------------------------------- | ----- | ---------- |
| 2006 | Premis de la Unió d'Actors (Espanya) | Protagonista TV - Categoría Masculina | Aída  | Guanyadora |
| 2009 | Premis de la Unió d'Actors (Espanya) | Protagonista TV - Categoría Masculina | Aída  | Guanyadora |
| 2013 | Premi Ondas                          | Millor actor nacional de televisió    | Aída  | Guanyadora |